# Gdynia
Gdynia (kiejtéseⓘ, IPA: [ˈgdɨɲa], németül: Gdingen vagy Gotenhafen, kasub nyelven Gdiniô [ˈgdiniɔ]) város Lengyelországban, a Pomerániai vajdaságban, a Balti-tenger déli partján.

## Fekvése
Gdynia Észak-Pomerániában, a Gdański-öböl partján fekszik. Gdynia Gdańskkal és Sopottal együtt alkotja a Hármasváros (Trójmiasto) városközösséget, melynek együttesen több mint egymillió lakosa van.

## Története
Gdyniát 1253-ban említik először pomerániai halászfaluként, de Oksywie (mely ma a város része) már 1209-ben szerepel írott forrásban. Itt épült a lengyel tengerpart első temploma. 1380-ban a város elődjének tekintett falu birtokosa a rocosini Péter a települést a cisztercieknek adta és ennek következtében Gdynia 1382 és 1772 között az oliwai ciszterci apátsághoz tartozott. Még 1789-ben is csak 21 ház volt a faluban.
Azon a területen, ahol a mai városmag áll, a történelem előtti időkben az oksiwi kultúra központja volt, melyet később gótok, végül pedig balti poroszok telepítették be. A terület Pomeránia részeként 990-től 1308-ig Lengyelország tartománya volt. 1308-ban a Német Lovagrend hódította meg és az ő kezükben maradt 1466-ig. Ekkor a Lengyel–Litván Unió része lett. 1772-ben a területet Poroszország kebelezte be és 1871-ig, Németország megalakulásáig porosz terület maradt.
1870-ben Gdynia falunak mintegy 1200 lakosa volt és a módosabb halászfalvak közé tartozott. Már ekkor népszerű üdülőhely volt vendégházakkal, éttermekkel, kávézókkal, több téglaépülettel, kis kikötővel, melyben kisebb kereskedelmi hajók is kiköthettek. Az első világháborút lezáró versailles-i békeszerződésben az akkor már kisváros Gdynia a korábbi Lengyel-Pomeránia részeivel együtt a Lengyel Köztársaság része lett, míg Gdansk és környéke Danzig Szabad Városként a Népszövetség ellenőrzése alatt csak részleges lengyel ellenőrzés alá került.

### A kikötő megépítése
Azt a döntést, hogy Gdyniában kell megépíteni az ország legfőbb kikötőjét, 1920 telén hozta meg a lengyel kormány a danzigi hatóságoknak lengyel–szovjet háború idején tanúsított ellenséges magatartása miatt. A kikötő építése 1921-ben indult meg, de a gazdasági nehézségek miatt nagyon lassan haladt és csak a Szejm 1922. szeptember 22-én alkotott, a kikötő építéséről szóló határozata után gyorsult fel. Az első, ekkor még viszonylag kis méretű, de már nagyobb hajók befogadására is alkalmas kikötő 1923-ra készült el, az első tengerjáró hajó 1923. augusztus 13-án kötött ki. A munkák további gyorsítására 1924 novemberében a lengyel kormány egyezményt írt alá a kikötőt építő francia–lengyel konzorciummal, mely 1925-re megépítette a hét méter mély kikötőt, a déli gátat és az északi gát nagy részét, a kikötőhöz menő vasútvonalat és a kikötői berendezéseket. Mindazonáltal munkák a vártnál lassabban haladtak és csak 1926 májusa után gyorsultak fel a lengyel tengeri export növekedése és a gazdasági fellendülés hatására. A lengyel-német kereskedelmi háború kitörése miatt ugyanis a forgalom nagyrészt a tengeri utak felé terelődött. 1930 végéig megépültek a dokkok, a gátak, a hullámtörők és számos kisegítő és ipari berendezés. A tengeri szállítás nagysága az 1924. évi 10 000 tonnáról 1929-re 2 923 000 tonnára növekedett. Ebben az időben Gdynia volt az egyetlen olyan lengyel kikötő, melyet keresztül a lengyel szénexportot le lehetett bonyolítani. 1931 és 1939 között Gdynia univerzális tengeri kikötővé bővült. 1938-ban Gdynia volt a legnagyobb és legmodernebb kikötő a Balti-tengeren és a tizedik legnagyobb kikötő Európában. A forgalom elérte a 8,7 millió tonnát, melynek 46%-át a lengyel külkereskedelem tette ki. 1938-ban a gdyniai hajógyár elkezdte építeni első tengerjáró hajóját az Olzát.

### A modern Gdynia kialakulása

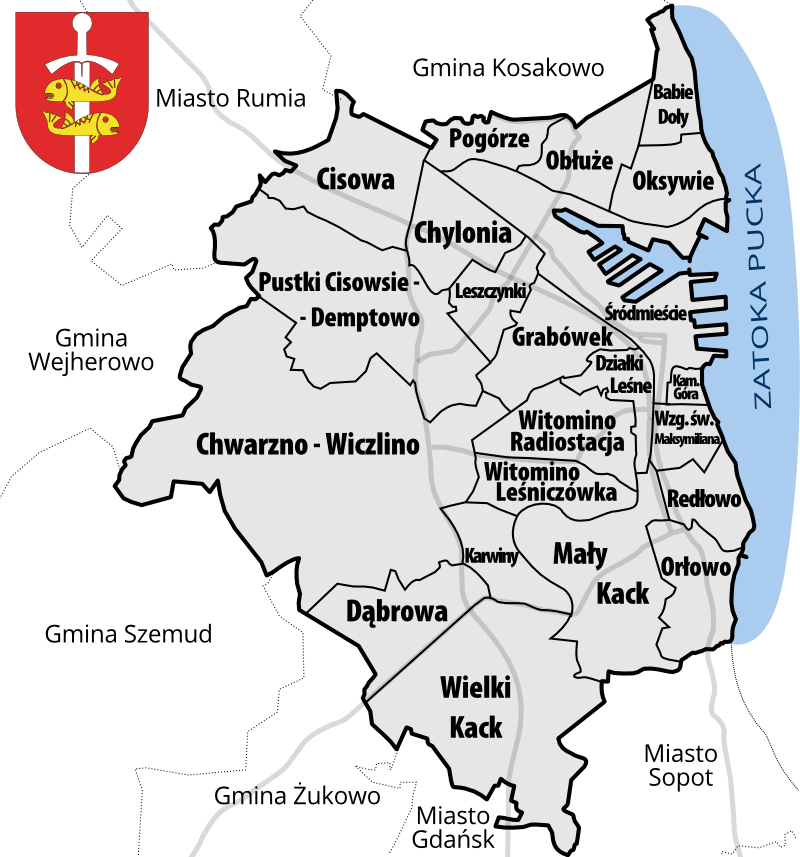
Gdynia városrészei

A kikötő építésével párhuzamosan 1925-ben bizottság alakult egy korszerű kikötőváros felépítésére, melyre a tervek 1926-ban el is készültek. A befektetők 1927-ben adókedvezményeket kaptak és a város különösen 1928 után ugrásszerű fejlődésnek indult. 1939-re a lakosság száma elérte a 120 000 főt.
A fejlődést a második világháború kitörése akasztotta meg, mely során a németek megszállták és a birodalomhoz csatolták a várost. Gdynia új nevet is kapott, a Gotenhafen név az egykori germán népre a gótokra kívánt emlékeztetni. Mintegy 50 000 lengyelt űztek el otthonaikból és helyükre németeket telepítettek. A kikötő haditengerészeti bázis lett. A hajógyárat 1940-ben bővítették és a kieli hajógyár alá rendelték. A hadikikötőt 1943-tól számos szövetséges légitámadás érte, azonban csak kisebb károkat szenvedett. A nagy pusztulást a németek 1945. évi visszavonulása hozta, mely során a kivonuló német csapatok a kikötői létesítmények 90%-át elpusztították. A kikötő bejáratát pedig a Gneisenau csatacirkáló zárta el.

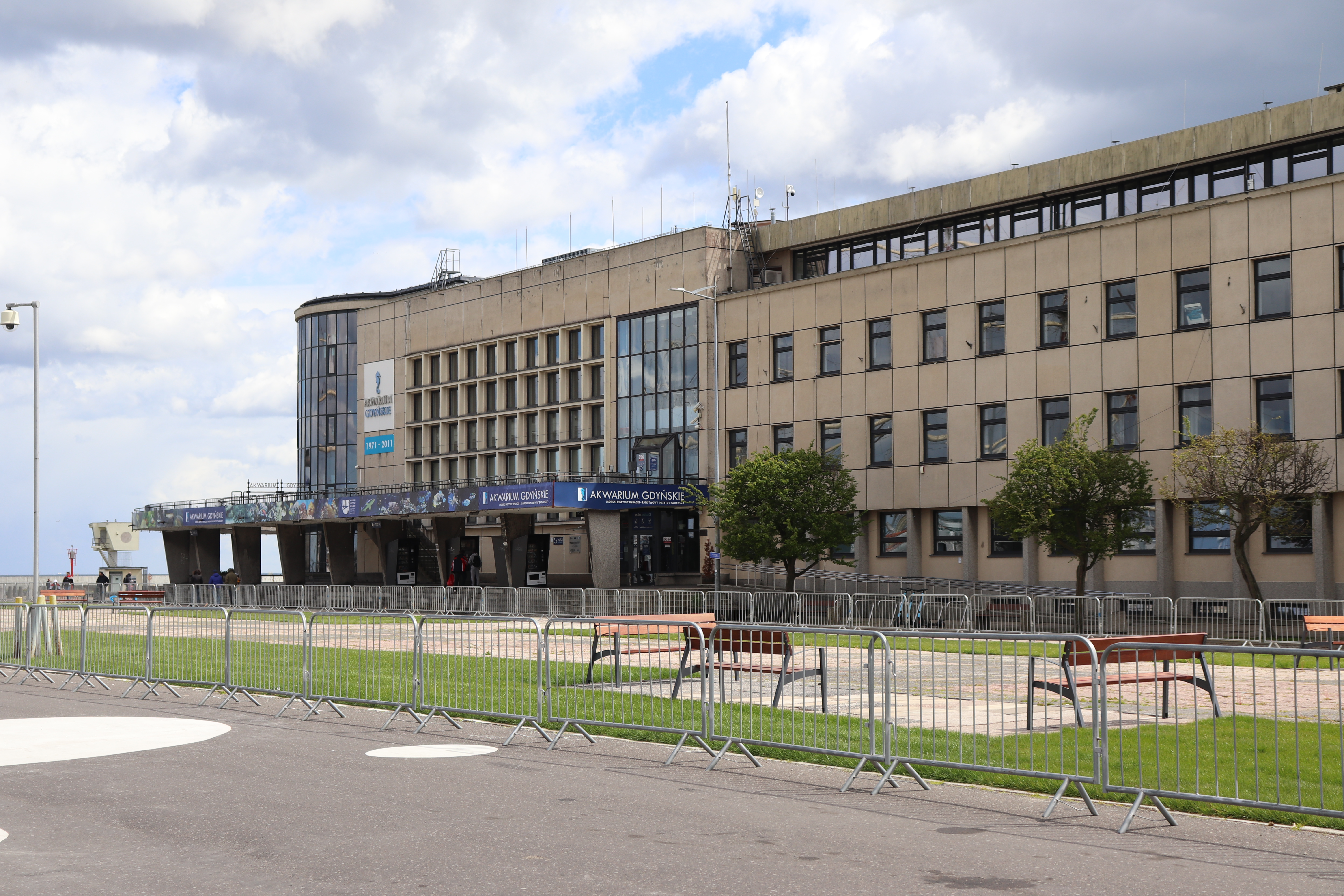
Az Aquarium tengeri múzeum

1945. március 28-án Gdyniát felszabadították a szovjet csapatok és a Gdański vajdaság részeként újra visszakerült Lengyelországhoz. Az 1970-es években a gdyniai hajógyárban is munkástüntetések voltak, mely során a kommunista karhatalom tüzet nyitott a munkásokra. Az elesetteket egy kitalált munkás, Janek Wiśniewski alakja szimbolizálja, akit Mieczysław Cholewa énekelt meg  Pieśń o Janku z Gdyni című dalában. Gdynia egyik fő utcáját is róla nevezték el és őróla mintázta a nagy lengyel rendező, Andrzej Wajda A vasember című filmjében „Mateusz Birkut” alakját is.

## Nevezetességei

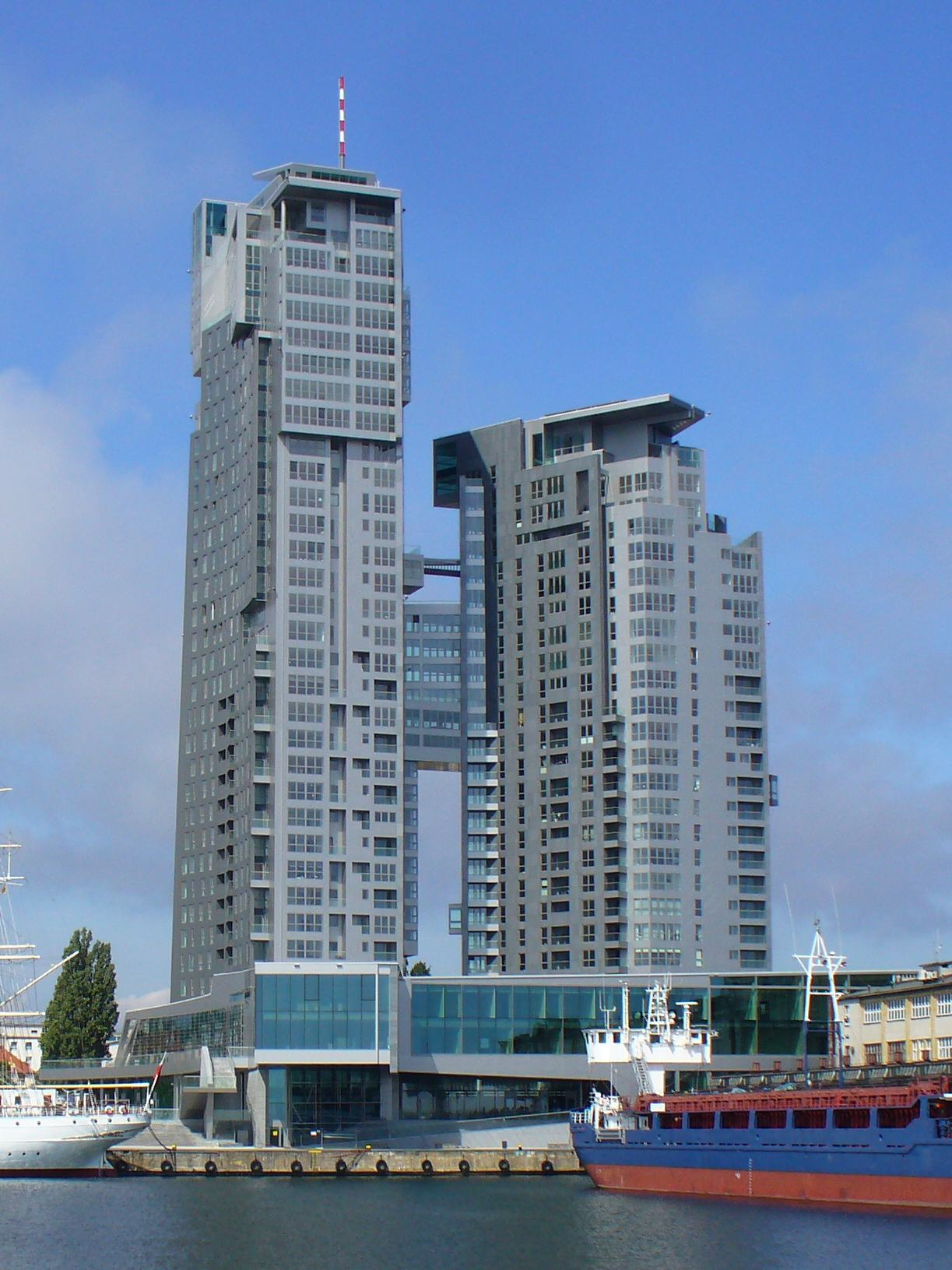
Sea Towers

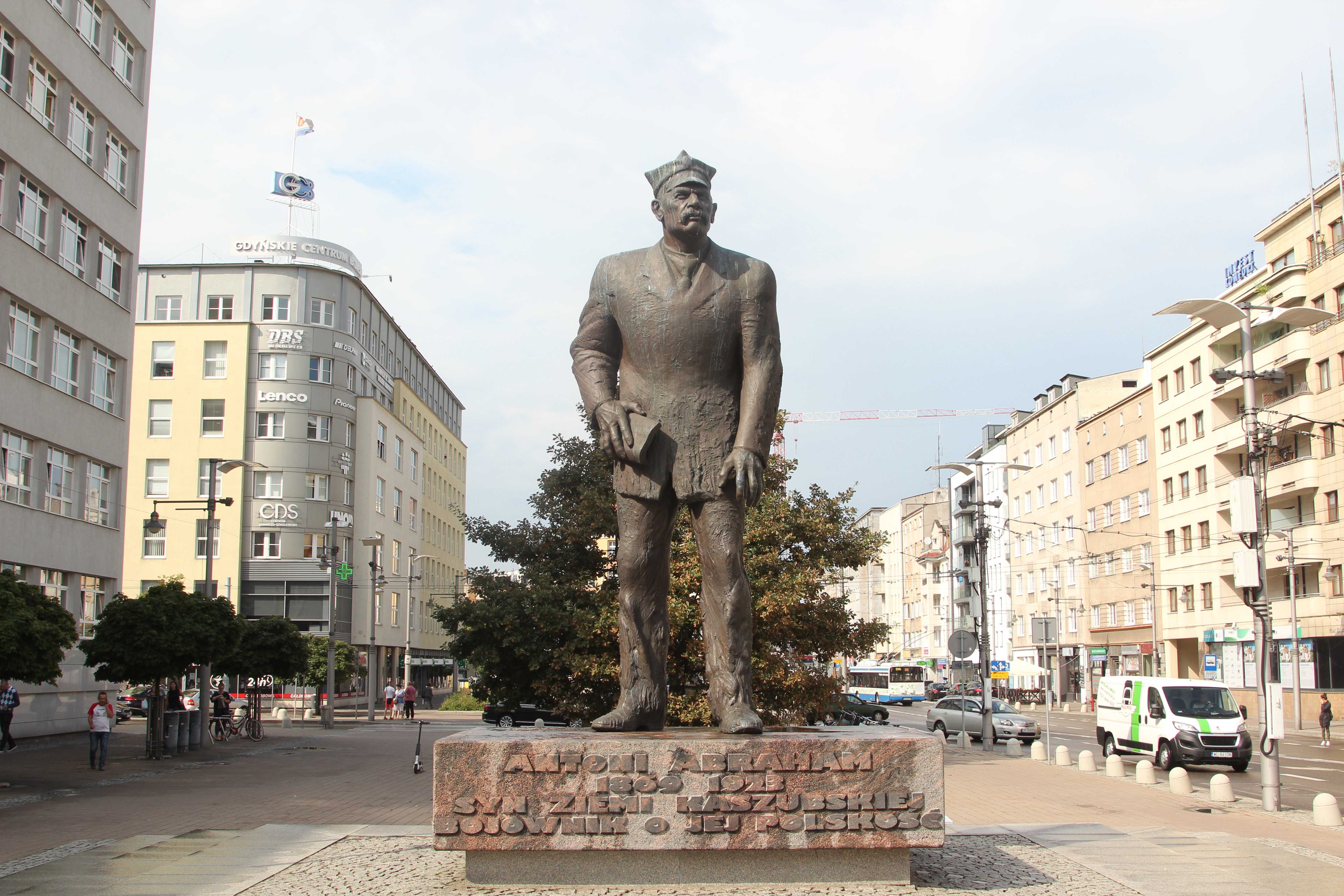
A Kasubok tere és Antoni Abraham író szobra

Gdynia viszonylag új város, ezért nincsen sok régi épülete.
- A város legrégibb épülete a 13. századi eredetű Szent Mihály arkangyal tiszteletére szentelt oksywiei templom.
- Van néhány 17. századi neogótikus palota a Folwarczna utcában a Orlowo városrészben.
- A városnak a tengeri élővilágot bemutató tengeri múzeuma van.
- A kikötőben áll két múzeumhajó a Blyskawica romboló és a Dar Pomorza fregatt.
- A városban sok a 20. század elejének építési stílusában épült ház látható.
- A város környéki dombok és a tengerpart a természet szerelmeseinek kedvelt helyei
- Az 54 m magas Kamienna Góráról az egész városra nagyszerű kilátás nyílik.
- Szárnyashajókon kirándulást lehet tenni a gdanski Westerplattéhoz és a környező partokhoz.

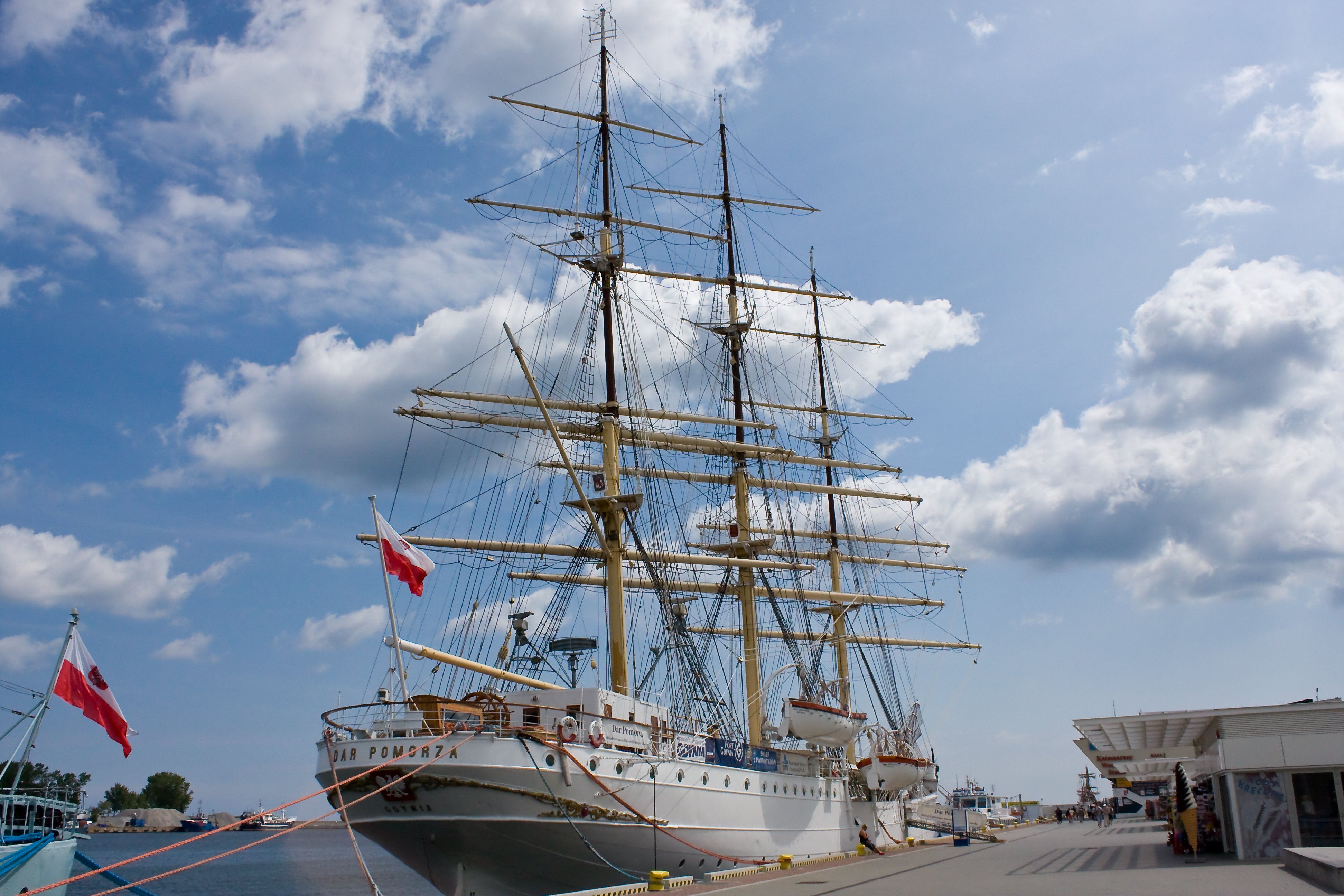
A Dar Pomorza múzeumhajó

## Testvértelepülések
Gdynia testvérvárosai 2017-ben
- Kiel, Németország
- Fiume, Horvátország
- Aalborg, Dánia
- Baranavicsi, Fehéroroszország
- Brooklyn, USA
- Côte d’Opale, Franciaország
- Hajkou, Észak-Korea
- Kalinyingrád, Oroszország
- Karlskrona, Svédország
- Klaipėda, Litvánia
- Kristiansand, Norvégia
- Kunda, Észtország
- Liepāja, Lettország
- Plymouth, Nagy-Britannia
- Seattle, USA
- Csuhaj, Kína